# Tvättsymbol

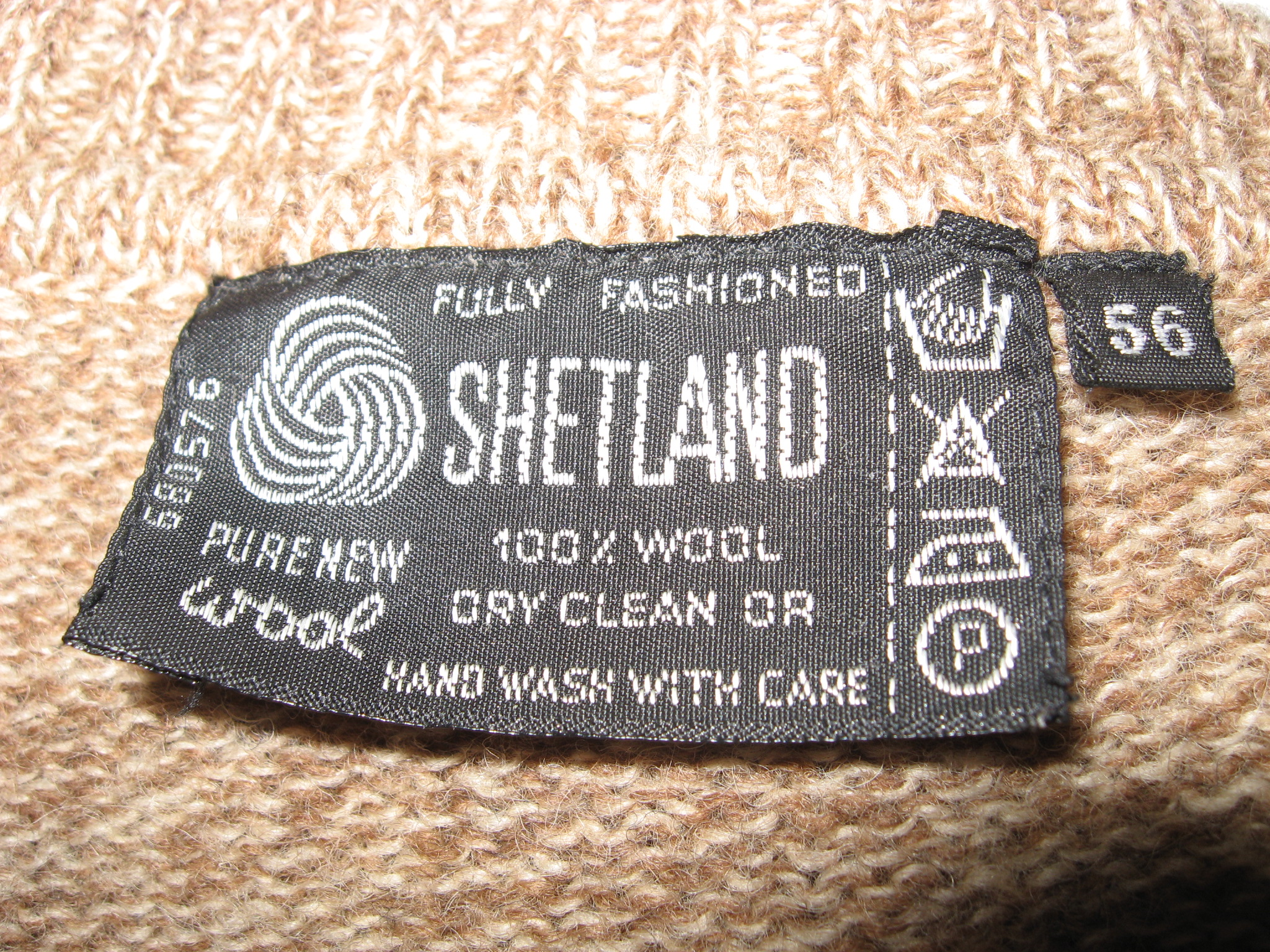
Märke med tvättsymboler

Tvättsymboler, också kallat tvättråd, är piktogram som visar hur kläder ska tvättas, torkas, kemtvättas, blekas och strykas.
I Europa används symboler som tagits fram av den internationella organisationen Ginetex, med huvudkontor i Frankrike. Dessa återfinns i den internationella standarden ISO 3758, som även gäller som europeisk standard och som svensk standard. I vissa länder används fortfarande andra symboler.

## Tvättsymboler

### Blekning

Tål alla blekmedel (även klorbaserade).[2]
Kan blekas även med klorbaserade medel (samma som tom triangel).
Endast klorfria blekmedel kan användas.[2]
Tål ej blekmedel.[2][3]

### Kemtvätt

Kan kemtvättas.
Tål alla tvättvätskor.
Kan kemtvättas med en begränsning på vattentillsättning, torktemperatur och hantering.
Tål inte starkare tvättvätskor än perkloretylen.
Wet-Clean (kemtvätt i vatten). Ska inte förväxlas med vanlig kemtvätt. Ska utföras av professionellt tvätteri.
Kan inte kemtvättas.

### Strykning

Strykning med låg temperatur. (Max 100°C)
Strykning med mellan temperatur. (Max 150°C)
Strykning med hög temperatur. (Max 200°C)
Kan inte strykas.

### Torkning

Torktumling i låg temperatur.
Torktumling i normal temperatur.
Hängtorkning.
Plantorkning.
Dropptorkning.
Kan inte torkas i solen.
Kan inte torktumlas.

### Vattentvätt

Endast handtvätt.
Kan vattentvättas i maskin eller för hand. (Gradantalet varierar.)
Halvfylld maskin samt kort centrifugering. (Gradantalet varierar.)
Halvfylld maskin med varsam behandling. (Gradantalet varierar.)
Kan inte vattentvättas.